# Sjuachevi
Sjuachevi (georgiska: შუახევი) är en daba (stadsliknande ort) och distriktshuvudort för distriktet med samma namn i Georgien. Den är belägen i regionen Adzjarien, i den västra delen av landet. Sjuachevi hade 797 invånare 2014.